# Klapalekia augustibraueri
Klapalekia augustibraueri är en bäcksländeart som först beskrevs av František Klapálek 1916.  Klapalekia augustibraueri ingår i släktet Klapalekia och familjen jättebäcksländor. Inga underarter finns listade i Catalogue of Life.